# Chimarra pipake
Chimarra pipake är en nattsländeart som beskrevs av Malicky och Chantaramongkol 1993. Chimarra pipake ingår i släktet Chimarra och familjen stengömmenattsländor. Inga underarter finns listade i Catalogue of Life.